# Station Sochaczew Miasto
Station Sochaczew Miasto is een spoorwegstation in de Poolse plaats Sochaczew.